# Ramal a COMFERPET
Ramal a COMFERPET era una derivación subsidiaria del Ferrocarril de Comodoro Rivadavia a Colonia Sarmiento. Su función fue unir la distancia de Comodoro Rivadavia con la zona de influencia de la Compañía Ferrocarrilera del Petróleo, hoy conocida como Don Bosco. Se distinguía de los demás ramales del ferrocarril por ser el punto de penetración más hacia el este. Actualmente, La zona que atravesó el ramal fue ampliamente poblada y pertenece al Área Metropolitana Comodoro Rivadavia.
En un principio, tenía la importante tarea de proveer combustibles a toda la zona del ferrocarril. Posteriormente, sirvió para despachar y enviar cargas para la COMFERPET; y que a posteriori pasó a ser Petroquímica. Sin embargo, luego del significativo crecimiento poblacional de la localidad y de Comodoro en sí; el ramal tuvo un giro hacia el transporte de pasajeros. De este modo, se convirtió en una pieza fundamental para el ferrocarril al ser punta de riel este del servicio de transporte suburbano que el ferrocarril inmortalizó con sus Drewry y Ganz.

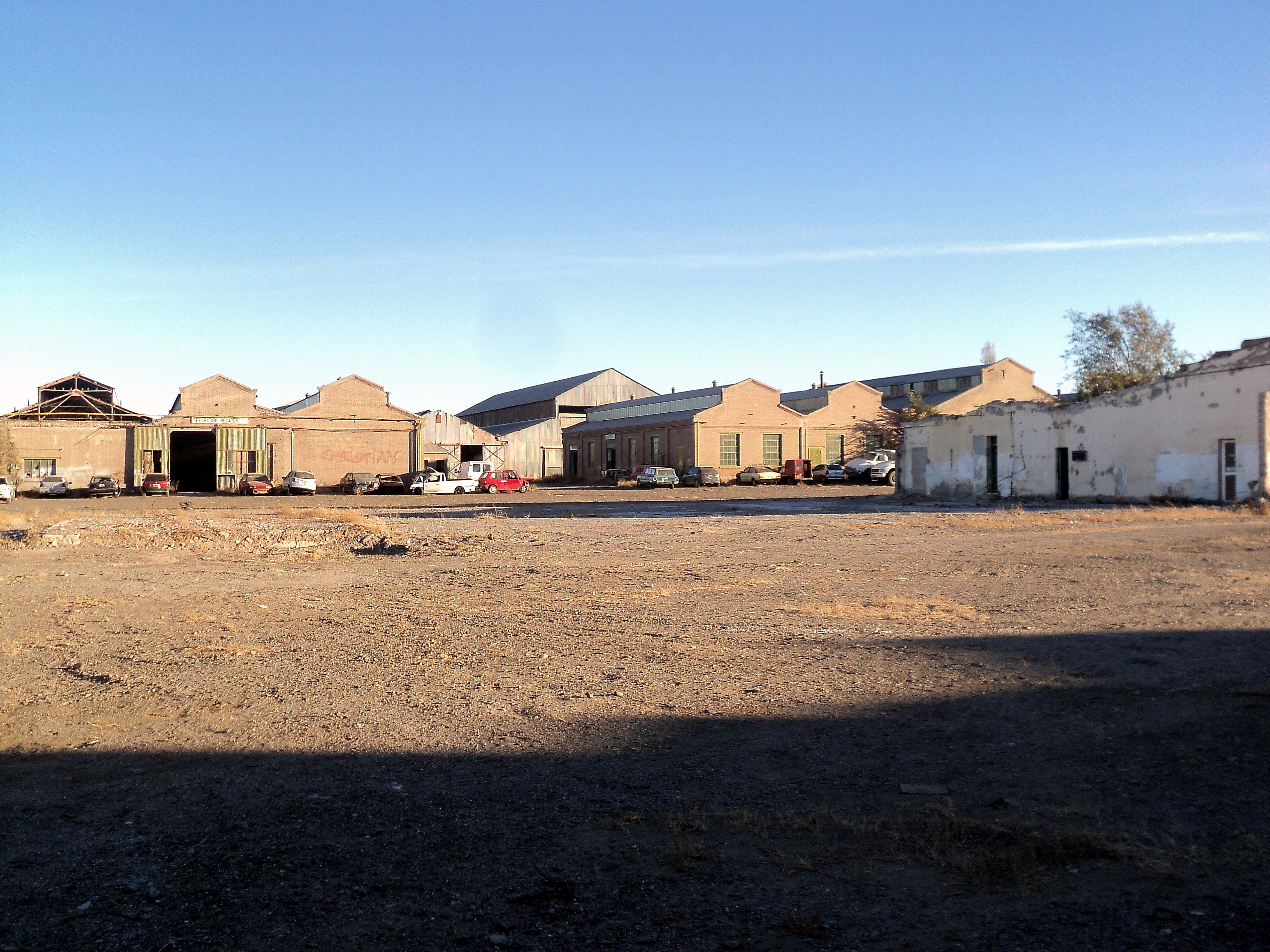
Los galpones de la COMFERPET hoy abandonados con autos estacionados donde estuvo la playa de maniobras. Actualmente, este patrimonio histórico está prestado a la policía del Chubut.

## Toponimia
Tanto el ramal y su embarcadero tomaron su nombre basándose en la empresa que los concibió. A su vez, dicho nombre es una contracción de "Compañía Ferrocarrilera de Petróleo"; propietaria particular del ramal - desvío. Su sede se hallaba cerca del embarcadero que oficiaba también de parada ferroviaria. Con el tiempo también la localidad tomó el nombre de la compañía, pero después tomaría su nombre actual. Hoy esta empresa pasó a ser Petroquímica Comodoro Rivadavia que mantiene el predio intacto de su antecesora, pero no su actividad ferroviaria.
Por otro lado, la guía de nomenclatura se refiere al embarcadero como:

«Parada ferroviaria ubicada en el ramal de COMFERPET a Astra. Se debería escribir: Com-Fer-Pet y representa a manera de una sigla el nombre abreviado de "Compañía Ferrocarrilera de Petróleo" que es la propietaria del desvío particular en que se haya establecida la parada.»
Enrique Udaondo

Esta información permite dilucidar que ya para 1942 ambos ramales estaban profundamente vinculados e incluso confundidos en uno solo. Sin embargo, el ramal a COMFERPET es tratado también como un desvío particular propiedad de la COMFERPET. Notoriamente, la recomendación de escritura del nombre no se respetó apareciendo en minúscula o mayúsculas en los diferentes documentos.
También, fue llamado a modo coloquial por los ferroviarios y los habitantes como ramal a Kilómetro 8.

## Generalidades
Los vestigios de lo que fuera el embarcadero y el ramal se ubican en el barrio Don Bosco. Su embarcadero al funcionar como apeadero permitía el acceso de los viajeros a los trenes o su descenso en este lugar, aunque no se vendían pasajes ni contaba con una edificación que cumpliera las funciones de estación propiamente dicha siendo considerado una parada ferroviaria simple. En 1958 se informaba que el equipaje que no sea bulto de mano, debería ser cargado o descargado, según el caso, por el interesado directamente en el furgón. En tanto, en las cargas se emitía guía, con indicación del embarcadero, y/o de la estación más allá. También, recibía cargas con flete pagado en procedencia y despachaba cargas con flete a pagar el destino.
En lo concerniente al ramal, su acotada dimensión de casi dos kilómetros lo situó como el ramal más pequeño del ferrocarril por debajo del ramal a Punta Piedras y el de Astra. En cuanto a este largo, la mayoría de los informes convergen en 1900 m, pero algunos difieren como en el itinerario de 1938 que informa 2 kilómetros; mientras que los itinerarios de 1946, 1948 y el informe de 1958 notificaron 2.1 kilómetros de largo. La leve variación del largo del ramal pudo deberse un mero redondeo, error de escritura como sucedió en el itinerario de 1940, una ampliación para facilitar las maniobras o simplemente que se tomaran vías finales ubicadas en la playa de maniobras en los talleres de la COMFERPET al momento de la medición. De cualquier manera, sus reducidas dimensiones llevaron a los diversos itinerarios e informes a considerarlo un simple desvío o un ramal minoritario que no merecía gran descripción. Además, su funcionamiento se correspondía más con el de un desvío particular ya que su punto terminal no poseía infraestructura ferroviaria como edificio propio y carecía de un mecanismo de giro para las máquinas que se veían obligadas a volver a la vía principal marcha a tras como se suele ejecutar en este tipo de desvíos particulares. Pese a esta semejanza con un desvío, su tamaño de casi 2 kilómetros de longitud excedía la medida promedio que se encontraba en otros desvíos particulares como en el desvío Km 1.9 o la estación Diadema Argentina que poseía casi 600 m de desvío particular. De este modo, para encontrar desvíos similares había que remitirse a las estaciones cabeceras del ferrocarril.
Pese a esto, la magnitud de los movimientos de carga y pasajeros situaron al ramal apenas por debajo del ramal a Astra; el más importante de los ramales derivados del ferrocarril de Comodoro Rivadavia a Sarmiento. Esto fue posible gracias a la intensa actividad que la COMFEPET forjó en su polo industrial y a la población que llegó atraída. El peso de los movimientos de carga y pasajeros en el ramal se acabó de consolidar cuando la compañía, al final de la Segunda Guerra Mundial, terminó de forjar su polo al poner en funcionamiento nuevas industrias paralelas a la producción de petróleo: la planta de cemento, la planta de cinc y el lavadero de lana.
Las fotos actuales de los restos de vías permiten ver que todo el ramal se diferenciaba del ferrocarril al contar con durmientes de aceros en vez de los tradicionales hechos de quebracho que predominaban en el resto del ferrocarril.

## Historia
Desde 1920 se comienza actividades la empresa Ferrocarrilera de Petróleo en Km 8. Para proveer hidrocarburos al naciente ferrocarril la empresa se ve obligada a construir un ramal y un embarcadero. El mismo sería clave para llevar a cabo las operaciones de la compañía. La naciente empresa construyó ramal que tenía más forma de desvío particular con sus 1900 m de longitud el cual iniciaba en el empalme Astra y culminaba en su predio. Años después este desvió se volvió una línea del ferrocarril de Comodoro y llegó a contar con la categoría de embarcadero con gran utilidad para sus cargas y el transporte de pasajeros a la fábrica y el mismo barrio. No obstante, la actividad oficial inicia en 1921.
La principal función de COMFERPET era el traslado del petróleo que la empresa homónima producía para el ferrocarril y luego para exportación a través del apeadero Muelle YPF. El embarcadero fue administrado por la empresa en forma privada hasta la nacionalización de los ferrocarriles en 1946, impuesta durante el mandato de Perón. La empresa fue administrada por el Estado Nacional hasta 1978, cuando se clausura el ferrocarril y la empresa fue privatizada por órdenes de Martínez de Hoz y paso a llamarse Petroquímica Comodoro Rivadavia. El ramal ferroviario a COMFERPET cumplía la importante labor de traer y llevar empleados y cargas de la empresa. El acceso al ramal traía a las formaciones ferroviarias la peculiar tarea de efectuar un largo retroceso para retornar a la vía principal. Esto sucedía porque en el final del ramal no se contaba con ningún mecanismo para girar.
El embarcadero fue clave para el ferrocarril que participó de la obra hidráulica del dique Florentino Ameghino que comenzó en el año 1950. El ente de Agua y Energía Eléctrica contrata el cemento producido por Petroquímica. Los trenes transportaron todo el material producido en proximidades del embarcadero para luego hacer el viaje de Km 8 al puerto y desde allí a Madryn, para luego ser llevado por el ferrocarril Central del Chubut hasta el dique. La obra finalizó en 1963 y la construcción demandó más de 1500 toneladas de cemento.
Para 1950 la Gobernación Militar de Comodoro Rivadavia elaboró un informe de la situación e historia del ferrocarril. El documento confirma lo descripto por los itinerarios o informes de horarios: un ramal a Astra de 10 kilómetros completamente fusionado con el COMFERPET; como si fueran uno solo, pero diferenciado de los 198 kilómetros de vía a Sarmiento. Por otro lado, las dos poblaciones de ambos ramales Astra y COMFERPET se destacaron entre las principales del ferrocarril. Luego, para 1957 se informó que el campamento COMFERPET contaba con 2500 habitantes, cifra que la ubicó entre las más pobladas. Este crecimiento sería más leve en los sucesivos años, y Don Bosco (llamada COMFERPET O Petroquímica) terminaría siendo un barrio más de Comodoro.
En los últimos años del ferrocarril, este ramal fundamentalmente traía y llevaba empleados, y luego retrocedía a la vía principal.
El embarcadero formaba parte del Ferrocarril de Comodoro Rivadavia que comenzó a funcionar en el año 1910 y que fue cerrado definitivamente en el año 1978 cesando su actividad en enero de ese mismo año.
Para 1993 había aun abundancia de rieles oxidados y era más fácil ubicar el lugar. Mientras que hasta donde llegaba el tren como punto terminal era un estacionamiento. Con forme el paso de los años, la expansión urbana ya había engullido gran parte de las tierras del ferrocarril en este registro. No obstante, aún es posible ver leves rastros del pasado ferroviario del barrio.

## Funcionamiento

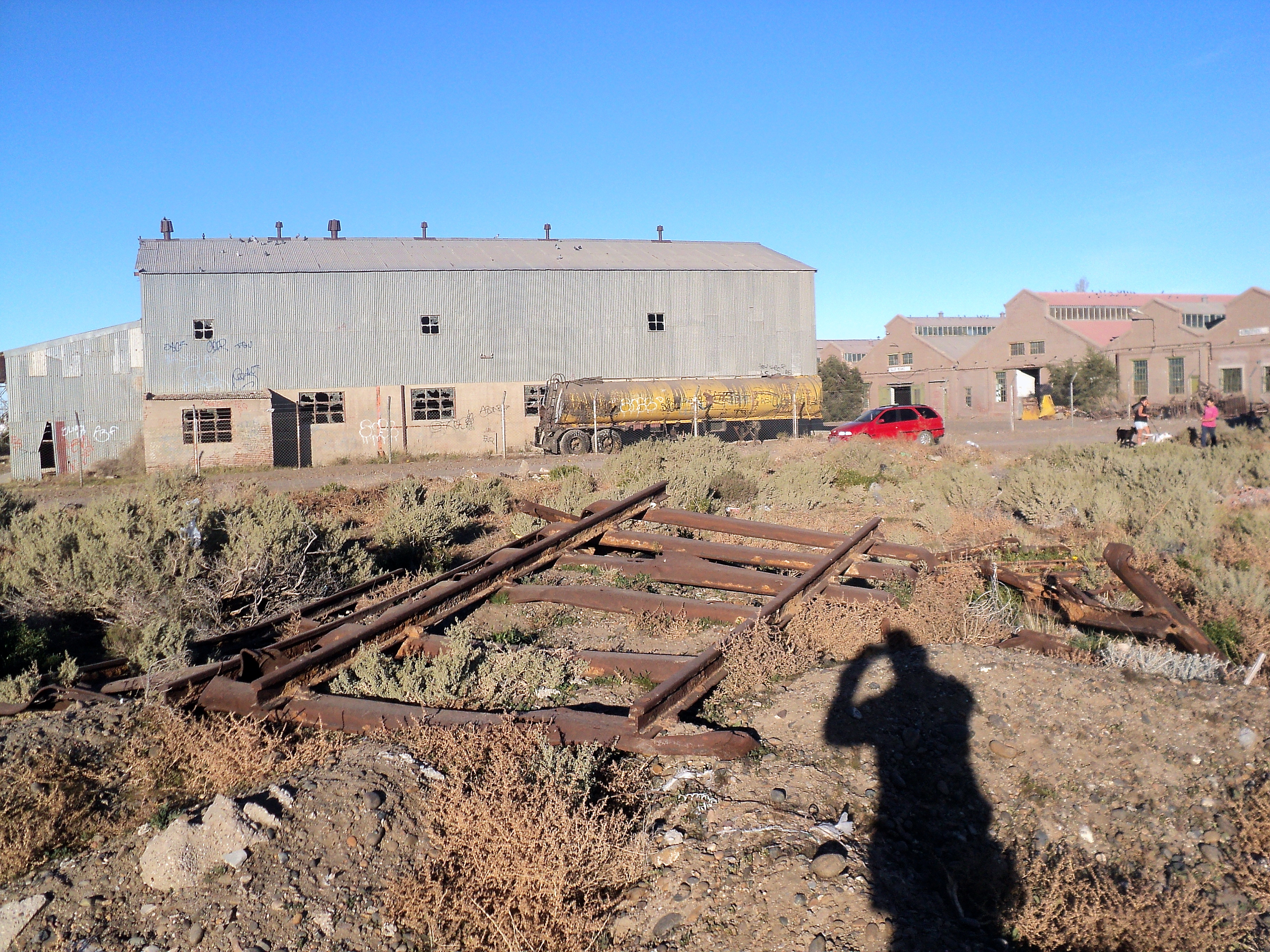
Últimos tramos de vías abandonados en km. 8, al frente del predio donde funcionó la actividad de la COMFERPET.

### Itinerarios históricos
El análisis de itinerarios de horarios de los servicios de larga distancia lo largo del tiempo entre 1928, 1930 y 1936 no nombraron a este ramal. Tampoco, el informe de 1955. Esto se debe a que estaba completamente relacionado con el servicio suburbano del ferrocarril y estos informes hacen mención a puntos atravesados por el viaje de larga distancia que no se enlazaba.

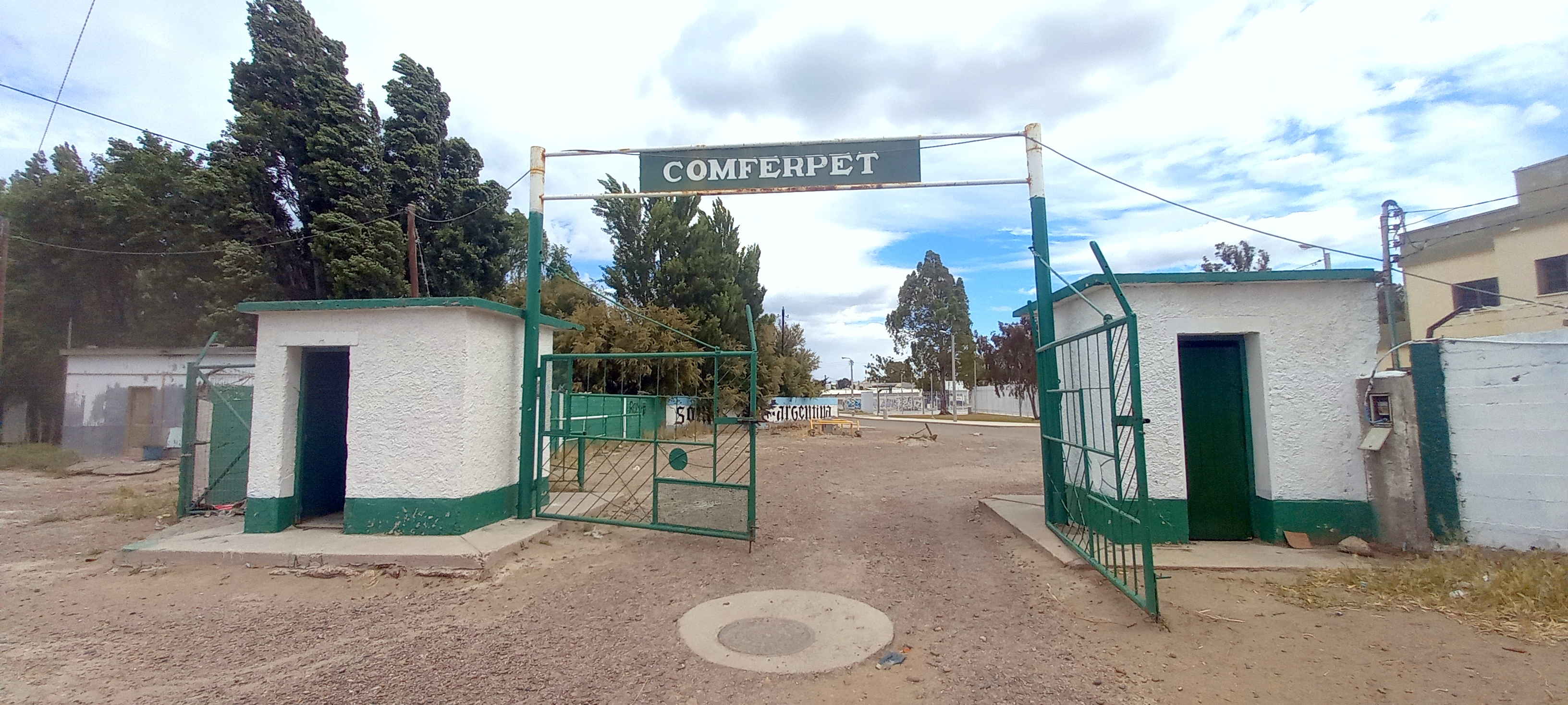
Cartel en club Petroquímica con la antigua denominación del barrio, el ramal, club y la empresa histórica

El itinerario de 1934 fue el primero en aludir al embarcadero y el ramal por su nombre. El documento hacía la aclaración que del empalme salía un desvío que funcionaba como vía auxiliar. Esta derivación era de carácter privado y era de 1900 m de largo, el más largo de este tipo del ferrocarril. El empalme de donde partía el ramal fue llamado Desvío Particular Km 8. Con el tiempo el barrio tomaría este apodo de Km 8 también. Por último, a pesar de que el itinerario realizó una descripción exhaustiva de la vía principal no describió al ramal a COMFERPET. Posiblemente, esto se explica por el carácter privado y porque se lo consideraba en este tiempo como un mero desvío menor.

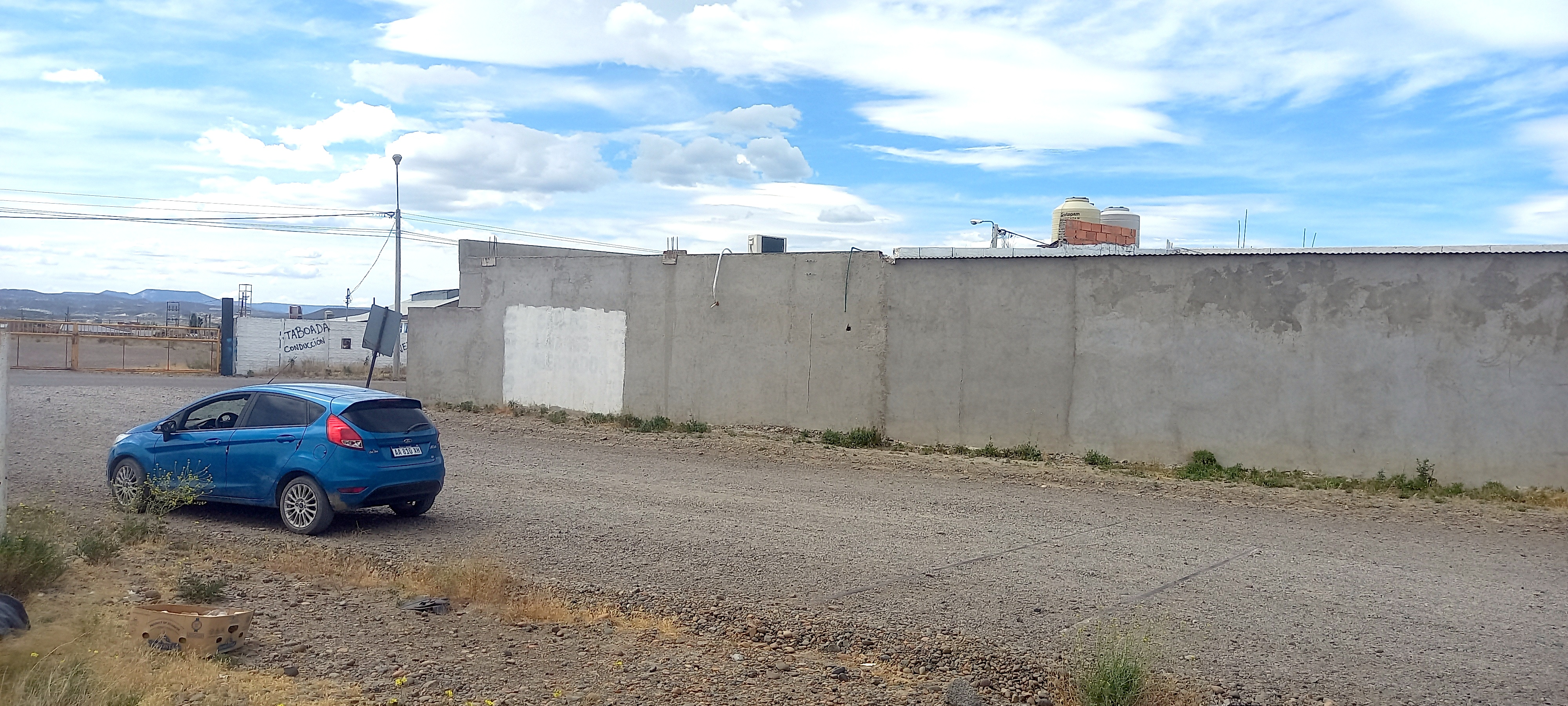
Vías supervivientes del ramal a COMFERPET atravesando el barrio Don Bosco.

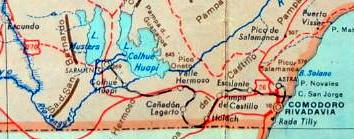
Único mapa del ferrocarril que lo muestra junto a todos sus ramales. Nótese la vía del ramal penetrando en dirección al Cabo San Jorge como máximo punto hacia el este.

Desde 1938 el itinerario es el primero que nombra a este punto por su nombre. También, se exponen las mejoras recibidas por el ferrocarril. Gracias a estas el servicio de pasajero y cargas ligeras fueron ejecutados por ferrobuses que agilizaron los tiempos y permitieron un servicio suburbano para el extenso ejido de Comodoro Rivadavia. De este modo, quedó conformada una línea que tenía de base a Talleres y combinaba los ramales a Astra y COMFEPET. Este recorrido alcanzaba estas dos puntas de riel en un solo viaje, pero su vez diferenciaba los dos ramales en sus horarios. El viaje se diagramaba de modo que una vez alcanzado el empalme el coche motor iba a Km 8 y desde ahí volvía marcha atrás al empalme para dirigirse a estación Astra, ambos recorridos estaban diferenciados aún. Por otra parte, al ferrobús desde estación matriz, le tomaba alcanzar embarcadero COMFERPET 17 minutos. Luego en 4 minutos se arribaba al Empalme Astra, el punto más próximo. Como dato sobresaliente, se aclaró que desde el empalme Astra hasta el embarcadero del ramal había 2 kilómetros, con 100 m más que los informados en el itinerario anterior. De este modo, el itinerario informaba un posible redondeo de la distancia o una pequeña ampliación del tendido de las vías que terminó situando al empalme Astra en el kilómetro 8.4 y al punto terminal del ramal en el kilómetro 10.4.
El itinerario de Ferrocarriles del Estado del 15 de diciembre de 1940. Todos los viajes de todas las líneas pasaron a operarse con ferrobuses. Además, el itinerario confirmó que se continuaba con la articulación del ramal a COMFERPET con al recorrido que se ejecutaba la línea que también ejecutaba el viaje conjunto hacia el ramal a Astra. Por último, el itinerario a pesar de los más completos no arrojó información sobre el ramal en sí. En cambio, su longitud de 900 (error de escritura) fue incluida como un mero desvío de vías auxiliares que partía desde Empalme Astra sin mayores detalles que su carácter de desvío privado. Sin embargo, el documento describió a su embarcadero como "Comferpet" y sin edificación para pasajeros en ese año.
El itinerario de 1945 se dedicó a efectuar exhaustivo conteo de los materiales de las líneas del estado. A pesar de la extensa descripción de la línea no se describió el ramal a COMFERPET, su embarcadero y solo se nombre al ramal como un desvío de 1900 m que partía desde el Empalme Astra.
El itinerario de trenes de 1946 también hizo alusión al ramal complementario a Astra y del ramal a COMFERPET como en los itinerarios de 1938 y 1940. La línea fue rebautizada como Coche motor a a COMFERPET y Astra. La misma partía desde Comodoro todos los días de 1:10 a 1:23, 7:40, 7:53, de 11:30 a 11:43, de 13:55 a 14:08, 16:10 a 16:23, 17:40 a 17:53, 19:50 a 20:03. El itinerario aclaró que estos tiempos correspondían hasta el empalme a COMFERPET. En cambio, para arribar a COMFERPET se requerían 4 minutos más y para que el viaje finalice en Astra se sumaban 25 minutos a cada viaje. No obstante, el principal cambió que el itinerario que informó fue el cambio en la longitud del ramal que desde el empalme hasta la punta de riel del ramal tenía 2.1 kilómetros de largo por una posible ampliación o error.
El mismo itinerario de 1946 fue presentado por otra editorial y en él se hace mención menos detallada de los servicios de pasajeros de este ferrocarril. En el documento se aclaró que la mayoría de los ferrobuses pararían en puntos adicionales que los pasajeros solicitaran para ascender o descender. Las tarifas se cobraban desde o hasta la estación más próxima anterior o posterior. El embarcadero fue llamado CONFERPET con un evidente error ortográfico. El ramal en este documento fue escrito ramal a CONFERPET y Astra, un ramal que combinaba a ambos elementos que estaban alejados pero unidos por el Empalme Astra. De cualquier manera, este es el primer documento que reconoce al embarcadero COMFERPET como punta de riel este y una de las 4 del servicio suburbano de pasajeros junto a Escalante (punta de riel oeste), Comodoro Rivadavia (punta de riel sur) y Astra (Punta de riel norte)
El 10 de diciembre de 1948 fue presentado un itinerario que no representó grandes variaciones respecto del presentado en 1946.
Un informe de noviembre de 1955 reafirmó la importancia del embarcadero del ramal a COMFERPET para el servicio suburbano del ferrocarril. Es que se lo volvió a aludir como una las cuatro puntas rieles junto a Diadema (en reemplazo de Escalante), Comodoro y Astra. En este informe se revelan las paradas y horarios de este servicio. En él se menciona a esta parada como "Conferpet", con un evidente error de escritura. Por otro lado, los tiempos del ferrocarril empeoraron, al ferrobús le tomaba unos 24 minutos. En tanto, 4 o 5 minutos tomaba llegar al Empalme Astra. Por último, el servicio suburbano seguía estrechamente ligado al ramal a Astra, siendo la unión a tal punto que en el informe marcaba como si fuera un solo ramal diferenciado de la vía principal a Sarmiento, sin ninguna distinción ambos ramales solo por estar unidos por el empalme.
El itinerario de 1960 señala en su sección de advertencias un desvío hacia el ramal a Astra con la leyenda: "Paso a nivel y Desvío Astra". Esta advertencia se presentaba en los puntos kilométricos 8.21 y 8.29 de la vía e imponía e imponía una velocidad a los vehículos ferroviarios de 15 kilómetros por hora. El primer tramo del empalme desviaba hacia COMFERPET y la segunda sección hacia Astra unos pocos metros más al norte. Como último dato, realizar el recorrido de Talleres hacia COMFERPET exigía un porcentaje mínimo de ejes frenafos en los trenes del 12 % y no se determinó una carga máxima para el ramal quizás por seguir los valores de Astra.

### Registro de boletos

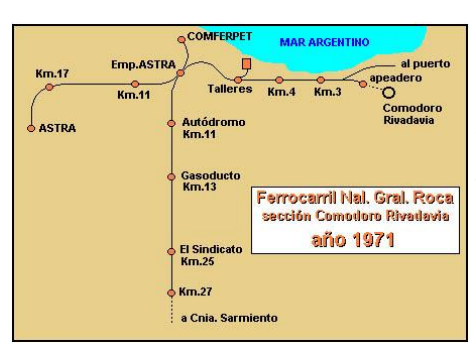
Situación del ferrocarril desde 1971 sin su estación principal, con un nuevo desvío al puerto y posiblemente sin viajes a Colonia Sarmiento. Nótese que al estar unidos los ramales a Astra y COMFERPET por el mismo empalme simulaban una imagen de ser uno solo.

Una extensa colección de boletos mención usual a este punto únicamente con el nombre COMFERPET. La gran frecuencia en la que aparece en estos boletos confirma a COMFERPET como un lugar de alta demanda de pasajes. El viaje podía comprarse en combinación con opción de seguir a Gasoducto o Km 12 (aeropuerto) por el mismo precio. Aunque también se podía adquirir hasta este punto individualmente.

## Población
El ramal sirvió de nexo para que la población en la zona sur de Comodoro Rivadavia y la de la zona de Don Bosco se pudiera vincular. Cuando el ferrocarril fue cerrado en 1978 se dejó de contar con un medio barato y eficiente para comunicar a la gran área urbana de la ciudad. A su vez, el sistema ferroviario con su servicio suburbano era el más accesible y posibilitaba la integración económica/social; permitiendo también movilidad social al posibilitar estudiar muy bajo coste. Por otro lado, la desaparición del ferrocarril despojó a Comodoro de una arteria de funcionamiento interno en toda esta zona. De este modo, se pulverizó el papel integrador que ferrocarril desempeñó por más de 50 años; en una ciudad entendida como un territorio disperso: el pueblo (zona Sur actual), el campamento ferroviario (Km 5), los campamentos petroleros (resto de zona Norte) y era el ferrocarril el que le daba estructura e integraba todas estas localizaciones. Por último, la eliminación del medio de transporte no solo afectó a Comodoro sino que en conjunto al resto de las poblaciones de la zona sur de Chubut al cesar el transporte de lana y las verduras que se producían en Sarmiento, y el transporte de petróleo en vagones cisternas en Astra y Diadema.

Durante los últimos de funcionamiento del ferrocarril la población del Área Metropolitana Comodoro Rivadavia rondaba los 72 000 habitantes. Actualmente, para el censo 2021 la población de ambas ciudades supera los 200.000. No obstante, la cantidad de habitantes concentrados en esta reducida área territorial hace que el tráfico por la ruta Nacional 3 se vea desbordado. 

La vasta área urbana de Comodoro Rivadavia fue unida por el ferrocarril y el ramal subsidiario a COMFERPET lo que contribuyó al poblamiento y conectividad de la ciudad.